# Anticicló polar

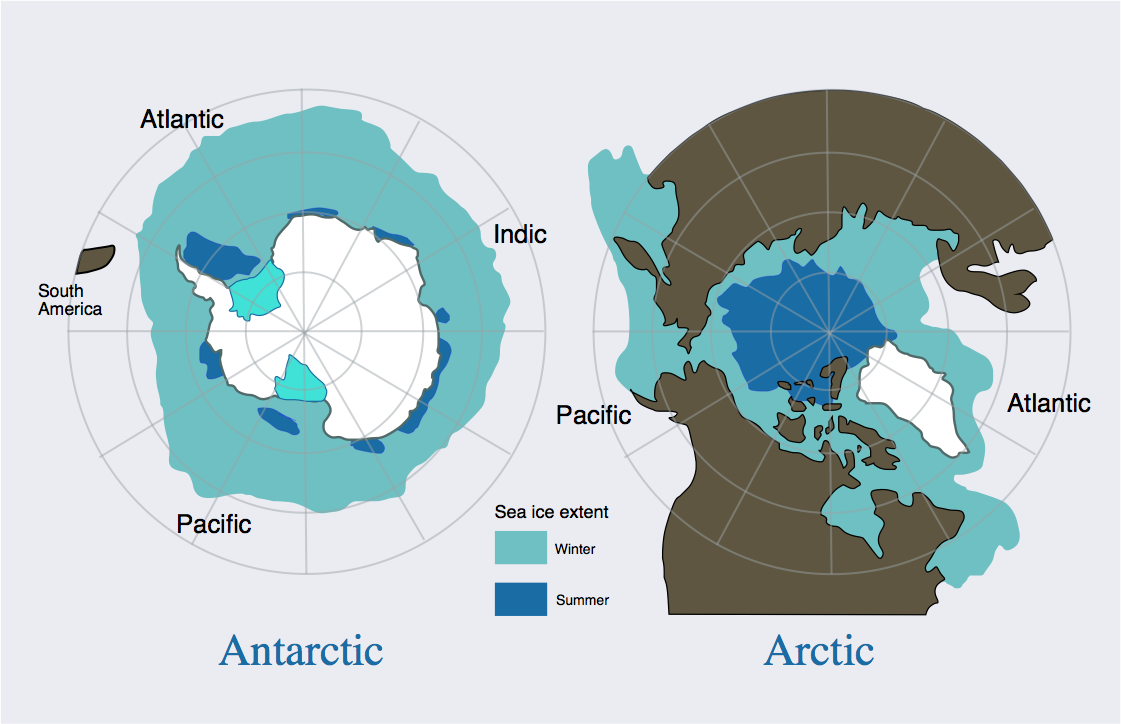
Esquema: Àrees polars antàrtica i àrtica (zona d'influència de les masses d'aire polar) on es desenvolupen els anticiclons polars.

Un anticicló polar és un sistema anticiclònic que es desenvolupa al voltant dels pols. Està format per una massa d’aire fred a nivell de la tropopausa baixa (6-8 km) sota una estratosfera relativament càlida en la seva part més baixa. Té un origen tèrmic pel refredament de l'aire a les capes superficials, fent que l'aire es torni més dens. Aquest fort refredament provoca alhora una entrada d'aire des de nivells més elevats per substituir l'aire, encara més dens, que es desploma. Aquests processos augmenten el gruix de la massa d'aire sobre la superfície, reforçant l'anticicló. En climatologia i meteorologia sovint s'empra el terme alta polar (de l'anglès "polar high") com a sinònim d'anticicló polar.

## Localització
L'anticicló polar de l'hemisferi nord és estacional i més fort durant l'estació freda de l'any i al pic de l'hivern, s'expandeix influint sobre altres zones pròximes com Alaska, Sibèria, Canadà, Taimir, Kolimà i Txukotka. A l'Amèrica del Nord, l'anticicló polar originat a Alaska, molt sovint es desplaça cap al sud-est fins al golf de Mèxic dirigit pel flux tèrmic i durant el trajecte l'anticicló és forçat per l'advecció freda superficial. Regularment, s'observen anticiclons aïllats sota la capa d'aire mixta de l'oceà Àrtic. Es pensa que alguns d'aquests anticiclons aïllats subsuperficials s'originen en els fronts superficials.

### Masses d'aire àrtic i antàrtic
Les masses d'aire polar àrtic i antàrtica mantenen algunes diferències. A l'hemisferi sud, la massa d'aire polar, situada per damunt del continent glaçat, té una major persistència. Això comporta una major extensió dels anticiclons polars, que són semipermanents en aquesta àrea geogràfica.
Article principal: Clima polar
El clima a les regions centrals on s'hi estableixen aquests anticiclons és típicament serè i alhora força fred. Els anticiclons polars sovint es mouen cap a l'est i cap a l'equador durant l'hivern, aportant glopades fredes a les latituds més baixes i càlides. A l'estiu s'hi manté un clima fresc i sec. El límit que separa l'aire polar fred de l'aire més càlid s'anomena front polar i sobre aquest límit frontal es formen els ciclons extratropicals.

## Efectes
Els anticiclons, malgrat portar temps tranquil, poden causar situacions meteorològiques no desitjables com onades de fred, contaminació i sequera. Les onades de fred són descensos bruscos de temperatura en 24 hores, amb risc variable. L'alta pressió amb vents febles pot atrapar contaminants en l'aire clar. Els anticiclons estacionaris poden apartar la humitat i crear cels clars amb molta irradiació solar i sense núvols a causa d'inversió tèrmica.

## Anticiclons polars i gel marí
L'Àrtic ha experimentat una disminució important en l'extensió i el volum del gel marí des dels anys 1970, especialment durant els estius. Aquesta disminució podria ser causada per anomalies estacionals associades amb ciclons extratropicals a la troposfera superior, que podrien provocar un escalfament relatiu de la superfície. Aquests ciclons i els processos diabàtics relacionats podrien alterar la circulació estacional, afectant la formació dels anticiclons àrtics i la variabilitat de la fusió del gel marí durant l'estiu. Segons el climatòleg Marcel Leroux, les masses d'aire polars i els seus anticiclons són crucials pel clima de la Terra, i els anticiclons polars mòbils sembla que governen la circulació atmosfèrica global en diferents èpoques.